# Es war einmal ein Igel
Es war einmal ein Igel ist ein Bilderbuch des Schweizer Schriftstellers Franz Hohler und der Schweizer Illustratorin  Kathrin Schärer. Erzählt wird die Geschichte von besonderen Erlebnissen verschiedener Tiere. Hohler behandelt dabei Themen wie Liebe, Freundschaft, Sehnsucht, Anderssein und Hilfsbereitschaft.
Es war einmal ein Igel erschien 2011 beim Carl Hanser Verlag in deutscher Sprache und wurde auch auf Dänisch und Schwedisch veröffentlicht.

## Inhalt
Die insgesamt 39 in sich abgeschlossenen Reime handeln von Beschreibungen oder Erlebnissen eines jeweiligen Gegenstandes oder Tieres. Die erste Zeile beginnt dabei stets mit »Es war einmal …«. Beispielsweise findet sich auf Seite 28 die Geschichte eines reisewilligen Flohs: »Es war einmal ein Floh/ Der wollte in den Zoo./ Er sprang auf einen Hund/ Doch dieser Hund verschwund/ An einen anderen Ort./ Jetzt ist der Floh halt dort. «
Die Gedichte sind primär der Unsinnspoesie zuzuordnen und mit großen Illustrationen ausgeschmückt, die sich über die gesamte Seite erstrecken. Sie sind vorwiegend im Paarreim (aabb) abgefasst.

## Figuren
In jedem Reim treten eine oder zwei neue Tierarten, wie z. B. ein Igel, ein Hai, ein Lama, ein Huhn oder ein Dachs, in den Vordergrund. Hohler verwendet aber nicht nur Tiere als Protagonisten, sondern lässt auch personifizierte Gegenstände wie z. B. einen Kran, einen Hammer oder einen Berg in seinen Gedichte auftreten.

## Literarische Kritik
Es war einmal ein Igel erhielt ein insgesamt positives Presseecho. Das buchmedia magazin lobte die Kinderreime als »[…] kleine komische Meisterwerke, ideal zum Vorlesen für Zwischendurch.« (buchmedia magazin). Der 3sat Kulturzeit gefielen die »reihenweise überraschende[n] […] mal kalauernde[n], mal hintersinnige[n] Geschichten.«. Die Berner Zeitung stellte fest, das Buch sei »[e]in Feuerwerk der Sprachspielereien, ganz in der Tradition von Morgenstern und Ringelnatz. […] Ohne Zweifel: So machen Gedichte auch den größten Lyrikmuffeln Spaß.« (Berner Zeitung). Die Frankfurter Allgemeine Zeitung beschrieb das Buch als »Scherz und Terz, direkt ins Herz«.

## Nominierungen und Auszeichnungen
- 2011 Heidelberger Leander